# Coppa del Portogallo 1991-1992 (hockey su pista)
La Coppa del Portogallo 1991-1992 è stata la 19ª edizione della principale coppa nazionale portoghese di hockey su pista. La competizione ha avuto luogo dal 1º novembre 1991 al 13 giugno 1992. Il trofeo è stato conquistato dallo Barcelos per la prima volta nella sua storia superando in finale l'Académica.

## Risultati

### Ottavi di finale
| Squadra 1   | Risultato | Squadra 2      |
| ----------- | --------- | -------------- |
| Benfica     | 10 - 3    | Sporting CP    |
| Valongo     | 4 - 7     | Oliveirense    |
| Bom Sucesso | 5 - 10    | Porto          |
| Académica   | 12 - 5    | Amadora        |
| Turquel     | 6 - 1     | Tigres         |
| Fisica      | 1 - 10    | Barcelos       |
| Grundig     | 4 - 2     | Seixal         |
| Marinhense  | 10 - 4    | Diana de Évora |

### Quarti di finale
| Squadra 1   | Risultato | Squadra 2 |
| ----------- | --------- | --------- |
| Oliveirense | 6 - 8     | Barcelos  |
| Benfica     | 4 - 3     | Porto     |
| Marinhense  | 3 - 5     | Académica |
| Turquel     | 2 - 9     | Grundig   |

### Semifinali
| Squadra 1 | Risultato | Squadra 2 |
| --------- | --------- | --------- |
| Barcelos  | 4 - 2     | Benfica   |
| Académica | 3 - 1     | Grundig   |

### Finale
| Paredes 13 giugno 1992 | Académica | 0 – 8 | Barcelos | Pavilhão Municipal |